# HeroEngine
HeroEngine is een 3D-game-engine en technologieplatform dat oorspronkelijk is ontwikkeld door Simutronics voor het bouwen van MMO-spellen.
In eerste instantie werd de engine ontwikkeld voor hun eigen spel "Hero's Journey". Het won op beurzen meerdere prijzen en is sindsdien in licentie gegeven voor andere bedrijven, zoals BioWare (in het spel Star Wars: The Old Republic) en Stray Bullet Games (voor een nog niet nader genoemd project).

## Beschrijving
De engine biedt de mogelijkheid waarbij meerdere ontwikkelaars en ontwerpers aan een spelwereld kunnen werken, om vervolgens elkaars wijzigingen direct te kunnen bekijken. De processen draaien binnen een enkele thread, een versie voor meerdere threads is in ontwikkeling.

## Ontwikkelde spellen
Een lijst van ontwikkelde spellen met de engine zijn:
- Faxion Online (2011)
- Star Wars: The Old Republic (2011)
- The Elder Scrolls Online (2012)